# ФК «Красная Пресня» в сезоне 1925
Сезон 1925 года стал для ФК «Красная Пресня» Москва четвёртым в своей истории. В нём команда приняла участие в старшей группе чемпионата Москвы, а также завоевала приз Открытия сезона.

## Команда

### Первый состав
| № | Игрок                | Гражданство | Дата рождения   | Бывший клуб          |
| - | -------------------- | ----------- | --------------- | -------------------- |
| ? | Станислав Леута      | Флаг СССР   | 20 января 1903  | РГО (Москва)         |
| ? | Пётр Артемьев        | Флаг СССР   | 30 июня 1901    | Новогиреево (Москва) |
| ? | Николай Байков       | Флаг СССР   | 18 декабря 1903 | неизвестно           |
| ? | Борис Баклашёв       | Флаг СССР   | Неизвестно      | Моссовет (Москва)    |
| ? | Константин Блинников | Флаг СССР   | 9 сентября 1896 | ПКМСФК (Москва)      |
| ? | Сергей Бухтеев       | Флаг СССР   | 1897            | ПКМСФК (Москва)      |
| ? | Виноградов           | Флаг СССР   | неизвестно      | неизвестно           |
| ? | Яков Евстигнеев      | Флаг СССР   | неизвестно      | ПКМСФК (Москва)      |
| ? | Пётр Исаков          | Флаг СССР   | июль 1900       | ЗКС (Москва)         |
| ? | Анатолий Канунников  | Флаг СССР   | неизвестно      | неизвестно           |
| ? | Павел Канунников     | Флаг СССР   | 21 мая 1898     | Сейм (Курск)         |
| ? | Константин Квашнин   | Флаг СССР   | 27 декабря 1898 | РГО (Москва)         |
| ? | Пётр Попов           | Флаг СССР   | 16 января 1898  | ПКМСФК (Москва)      |
| ? | Валентин Прокофьев   | Флаг СССР   | 7 мая 1905      | команда г. Николаева |
| ? | Александр Старостин  | Флаг СССР   | 9 августа 1903  | РГО (Москва)         |
| ? | Николай Старостин    | Флаг СССР   | 13 февраля 1902 | РГО (Москва)         |
| ? | Татарников П. М.     | Флаг СССР   | неизвестно      | СКЗ (Москва)         |
| ? | Иван Филиппов        | Флаг СССР   | неизвестно      | неизвестно           |
| ? | Владимир Хайдин      | Флаг СССР   | 27 октября 1902 | РГО (Москва)         |

### Другие игроки
Из-за отсутствия достоверных источников информации, выступление в данном сезоне, некоторых игроков не подтверждено или неизвестно за какую команд клуба выступал данный игрок. К таким игрокам можно отнести:  Владимира Горохова ,  Зыдышкина ,  Николая Канунникова ,  Сергея Руднева ,  Алексея Соколова , Прокофия Соколова .
Из воспоминаний, одного из основателей клуба, Николая Старостина известно, что в 1920-х и 1930-х годах за клуб выступали братья: Мошаровы (Иван, Павел, Фёдор и Александр), Козловы (Борис, Александр, Виктор и Григорий Ивановичи), Козловы (Александр и Алексей Васильевичи), Козловы (Алексей и Василий Ивановичи), Виноградовы (Виктор, Александр и Андрей), Гудовы (Филипп, Николай и Сергей) и Степановы (Николай, Сергей, Борис и Владимир).

## Чемпионат Москвы 1925 (Подгруппа «Б»)

### Результаты
| 21 июня 1925 1 тур | Красная Пресня (Москва) | 0:2 | РКимА (Москва) | Москва |

| 5 июля 1925 2 тур | Динамо (Москва) | 0:4 | Красная Пресня (Москва) | Москва |

| 30 июля 1925 3 тур | Красная Пресня (Москва) | 4:1 | Красное Орехово (Москва) | Москва |

| 2 августа 1925 4 тур | Перово (Москва) | 1:1 | Красная Пресня (Москва) | Москва |

| 6 августа 1925 5 тур | Красная Пресня (Москва) | 4:1 | РДПК (Москва) | Москва |

| 9 августа 1925 6 тур | РКимА (Москва) | 1:4 | Красная Пресня (Москва) | Москва |

| 15-16 августа 1925 7 тур | Красное Орехово (Орехово-Зуево) | 3:4 | Красная Пресня (Москва) | Орехово-Зуево |

| 5 сентября 1925 8 тур | Красная Пресня (Москва) | 1:0 | Сахарники (Москва) | Москва |

| 13 сентября 1925 9 тур | Красная Пресня (Москва) | 10:0 | Перово (Москва) | Москва |

| 4 октября 1925 10 тур | Красная Пресня (Москва) | 7:1 | РДПК (Москва) | Москва |

* Нумерация туров, из-за переносов матчей, может отличаться от действительной.

### Итоговая таблица
* «Красная Пресня» уверенно лидировала в своей подгруппе и могла вышла в финал первенства Москвы, но официально места не были определены в связи с досрочным прекращением первенства.

## Приз открытия сезона в Москве 1925
| 26 июля 1925 Финал | Сахарники (Москва) | 0:2 | Красная Пресня (Москва) | Москва |

* Итог (клубный зачёт по командам трёх возрастов): 1. «Красная Пресня» — 26 очков, 2. — «Сахарники» — 27, «Динамо» — 39.

## Товарищеские матчи

### Главная команда
| 12 апреля 1925                                                          | Красная Пресня (Москва) | 4:0 | Сахарники (Москва) | Москва |
| Красная Пресня (Москва): Младшие команды: II - 1:1, III - 1:6, IV - ... |                         |     |                    |        |

| 26 апреля 1925 | Красная Пресня (Москва) | 2:2 | ПКМСФК (Москва) | Москва |

| 2 мая 1925 | Красная Пресня (Москва) | 3:1 | РКимА (Москва) | Москва |

| 17 мая 1925 | Красная Пресня (Москва) | 2:2 | ОППВ (Москва) | Москва |

| 24 мая 1925 | ... (Вышний Волочёк) | –:– | Красная Пресня (Москва) | Вышний Волочёк |

| 8 июня 1925 | ОППВ (Москва) | 0:4 | Красная Пресня (Москва) | Москва |

| 14 июня 1925                                                 | Красная Пресня (Москва) | 3:2 | Динамо (Москва) | Москва |
| Красная Пресня (Москва): Младшие команды: II - ... III - ... |                         |     |                 |        |

| 27 июня 1925 | Красная Пресня (Москва) | 2:1 | Сб. Одессы | Москва |

| 28 июня 1925 | Сб. Тулы | 4:8 | Красная Пресня (Москва) | Тула |

| 12 июля 1925 | Сб. клубов Химики/Ленинцы (Иваново) | 1:2 | Красная Пресня (Москва) | Иваново |

| 13 июля 1925 | Сб. клубов Химики/Ленинцы (Иваново) | 3:1 | Красная Пресня (Москва) | Иваново |

| 14 июля 1925 | Сб. Тейково | –:– | Красная Пресня (Москва) | Тейково |

| 19 июля 1925 | Динамо (Ленинград) | 0:5 | Красная Пресня (Москва) | Ленинград |

| 20 июля 1925 | Сб. Ленинграда-II | 4:1 | Красная Пресня (Москва) | Ленинград |

| 21 июля 1925 | Родниковская мануфактура "Большевик" | 1:0 | Красная Пресня (Москва) | неизвестно |

| 22 июля 1925 | Сб. Твери | 2:8 | Красная Пресня (Москва) | Тверь |

| 15 августа 1925 | Сб. Ярославля | –:– | Красная Пресня (Москва) | Ярославль |

| 16 августа 1925 | СКЖ (Ярославль) | –:– | Красная Пресня (Москва) | Ярославль |

| 24 сентября 1925 | Красная Пресня (Москва) | 1:1 | ПКМСФК (Москва) | Москва |

| 27 сентября 1925 | Красная Пресня (Москва) | 1:1 | Команда Петроградского р-на (Петроград) | Москва |

| 1 ноября 1925 | Красная Пресня (Москва) | 3:2 | Динамо (Москва) | Москва |

### Остальные команды
В этом разделе приведены результаты II, III и младшей команды. Матчи этих команд сыгранные в те же дни и с теми же соперниками что и I команда.
| 24 мая 1925 | ... (Сергиев Посад) | –:– | Красная Пресня-младшая (Москва) | Сергиев Посад |

| 8 июня 1925 | ОППВ-II (Москва) | 1:1 | Красная Пресня-II (Москва) | Москва |

| 1 ноября 1925 | Красная Пресня-II (Москва) | 8:0 | Динамо-II (Москва) | Москва |